# Ectatomma brunneum
Ectatomma brunneum är en myrart som beskrevs av Smith 1858. Ectatomma brunneum ingår i släktet Ectatomma och familjen myror. Inga underarter finns listade i Catalogue of Life.

## Bildgalleri

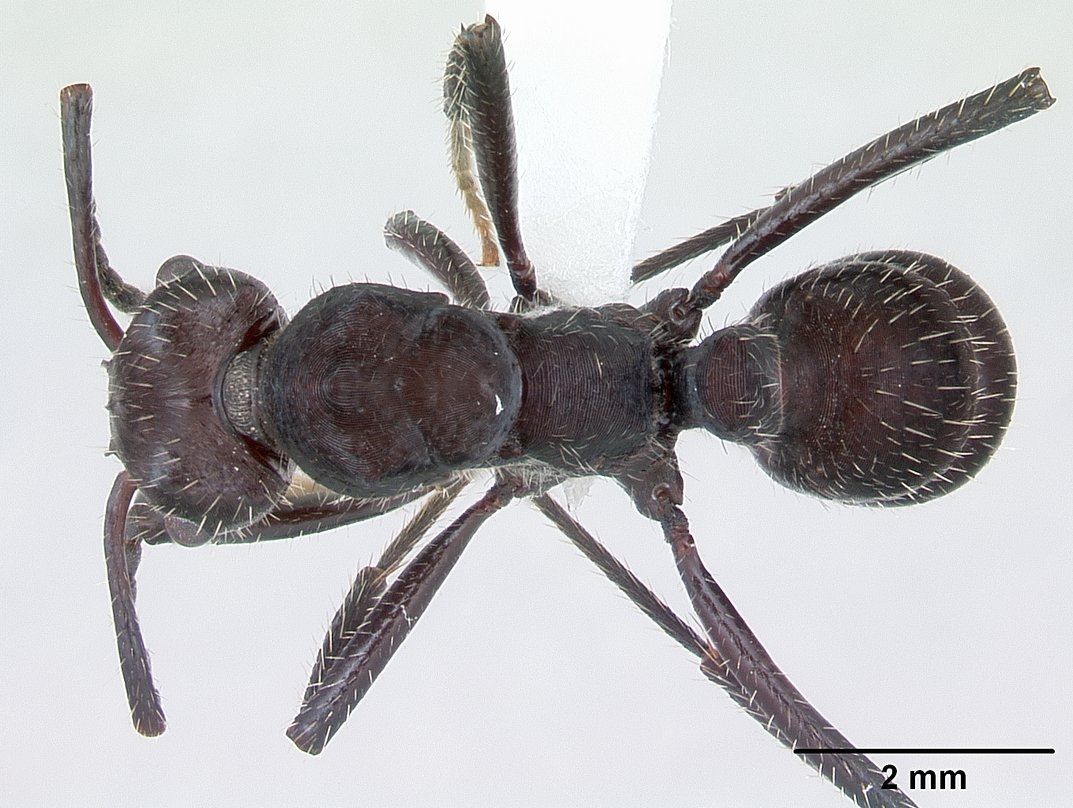
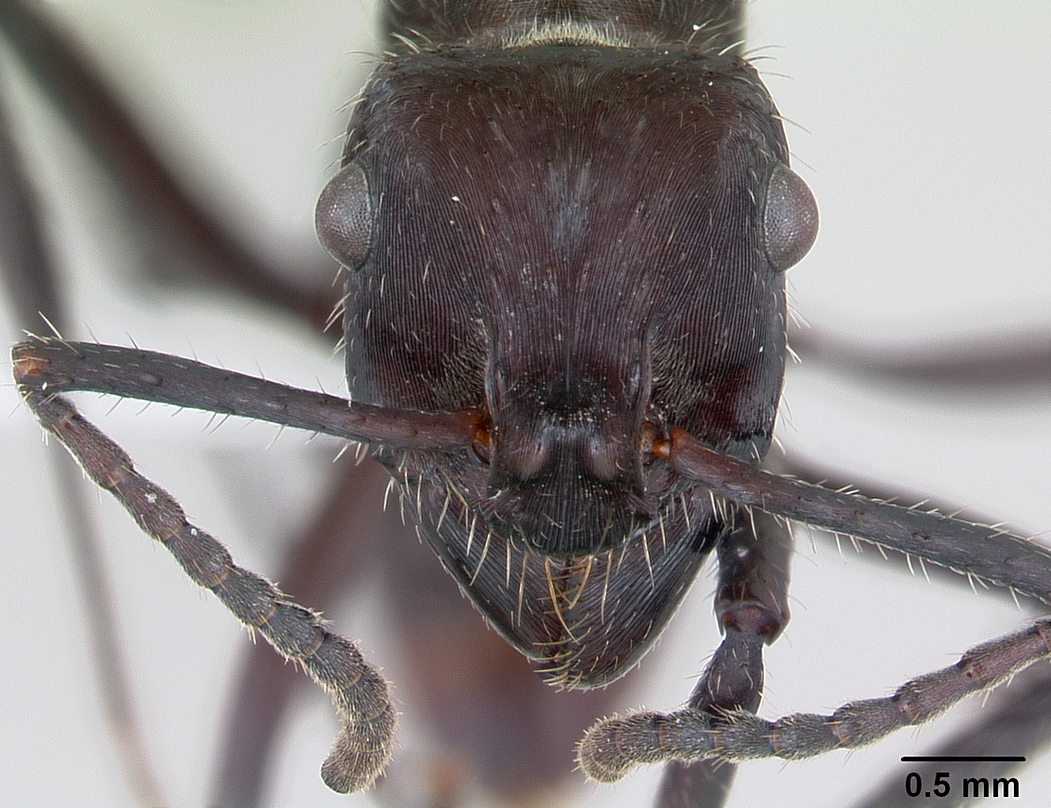
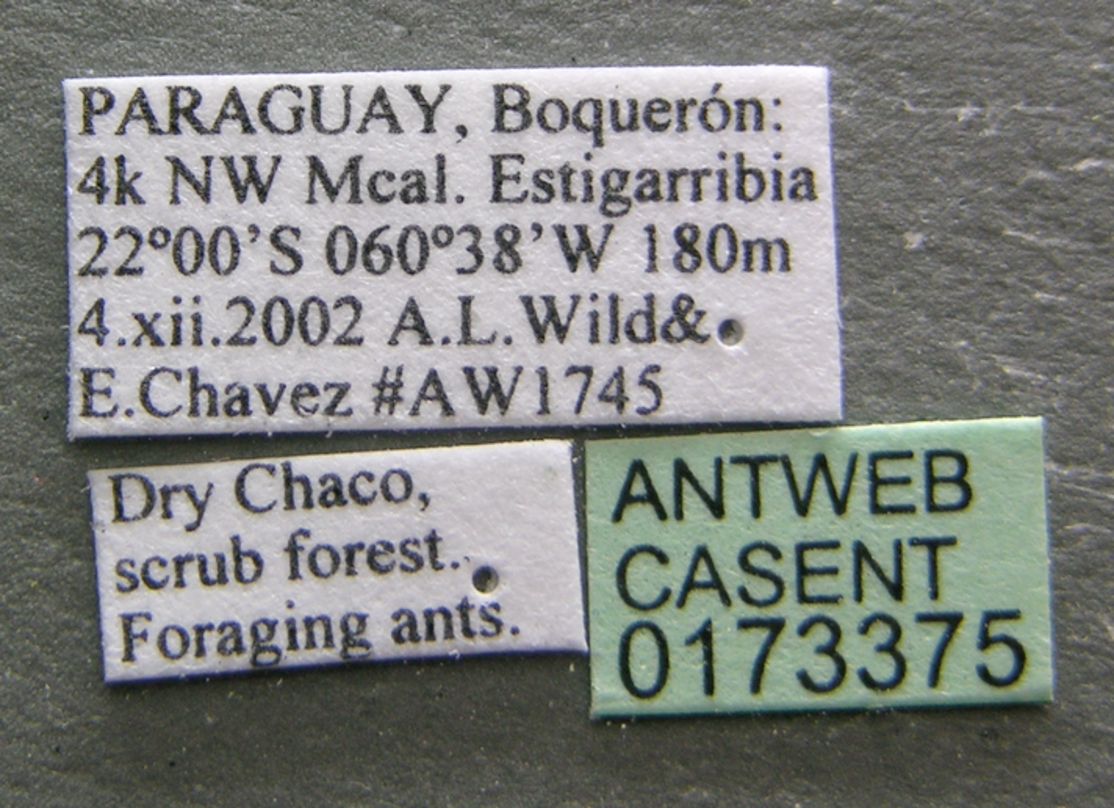
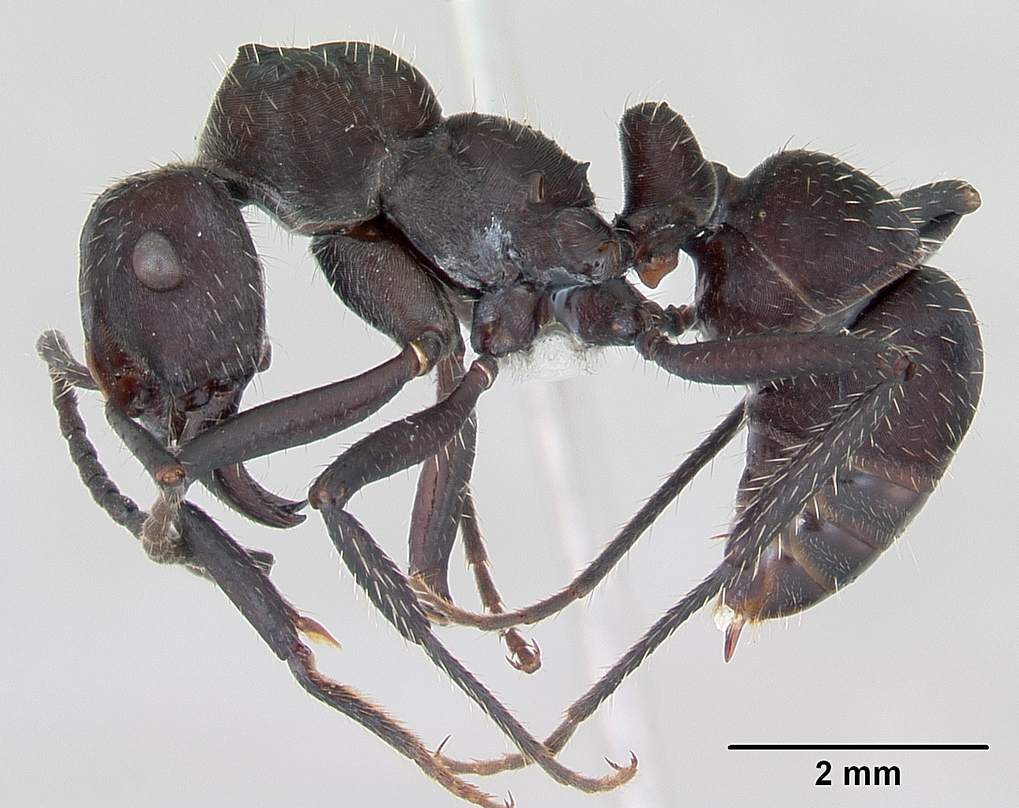